# Ledde
Ledde ist einer von vier Ortsteilen der Stadt Tecklenburg in der westfälischen Region Tecklenburger Land (Kreis Steinfurt). Vor allem die evangelische Dorfkirche und die alten Fachwerkhäuser in den Ledder Bauerschaften sind sehenswert. Die Ortschaft liegt an der Ibbenbürener Aa, in einem Tal zwischen dem Schafberg und dem Teutoburger Wald.

## Geschichte

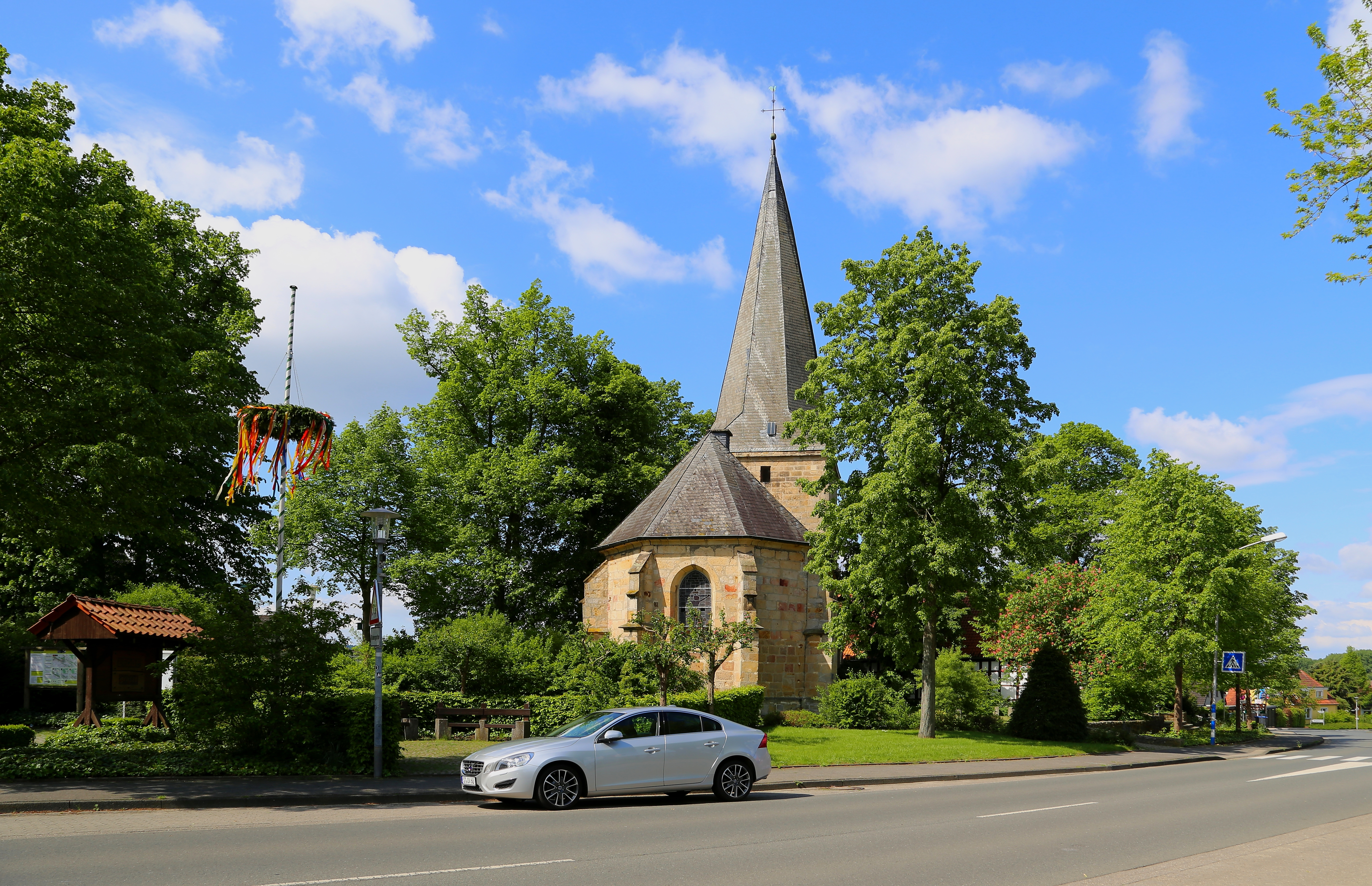
Ledder Kirche im Ortszentrum.

Die Geschichte Leddes lässt sich bis in die Zeit zwischen 9600 und 6500 v. Chr. zurückverfolgen, als dort eine mittel- bis jungsteinzeitliche Nomadensiedlung entstand. Viele archäologische Funde aus Ledde wie Pfeilspitzen und Steinbeile sind im Westfälischen Museum für Archäologie in Herne ausgestellt.
Nach der Christianisierung entstand rund um eine erste romanische Kirche eine Siedlung von Handwerkern und Kaufleuten. Urkundlich wurde Ledde erstmals um 1160 als Lytha erwähnt. Im 13. Jahrhundert machte sich die Pfarrei Ledde von Ibbenbüren unabhängig. In der Reformationszeit wurde der Ort evangelisch.
Im Jahr 1809 unter der Napoleonischen Herrschaft wurde Ledde der Mairie und dem Kanton Tecklenburg unterstellt. Ab 1836 hatte Ledde einen eigenen Bürgermeister. Ab 1844 entstand ein Amt Ledde, das seit 1851 zum Amt Tecklenburg gehörte.
Mit der Gemeindereform und der kommunalen Neugliederung in Nordrhein-Westfalen, die am 1. Januar 1975 in Kraft trat, verlor Ledde endgültig seine Unabhängigkeit. Das Amt Tecklenburg wurde aufgelöst, und Ledde ist seitdem ein Ortsteil der Stadt Tecklenburg.
Im Jahr 2010 feierte der Ort Ledde sein 850-jähriges Bestehen unter dem Motto „Ledde 850 Jahre jung“ mit zahlreichen Veranstaltungen. Den Abschluss des Jubiläumsjahres bildete ein Festwochenende vom 10.–12. September 2010.

## Politik

### Wappen

Ortswappen von Ledde

Seit 1967 hat Ledde ein eigenes Wappen: In Silber über einem mit einer silbernen Grubenlampe belegten roten Dreiberg zwei rote Pflugscharen. Die Pflugscharen symbolisieren die Landwirtschaft, während die Grubenlampe auf die Bergbautradition hinweist.

## Infrastruktur

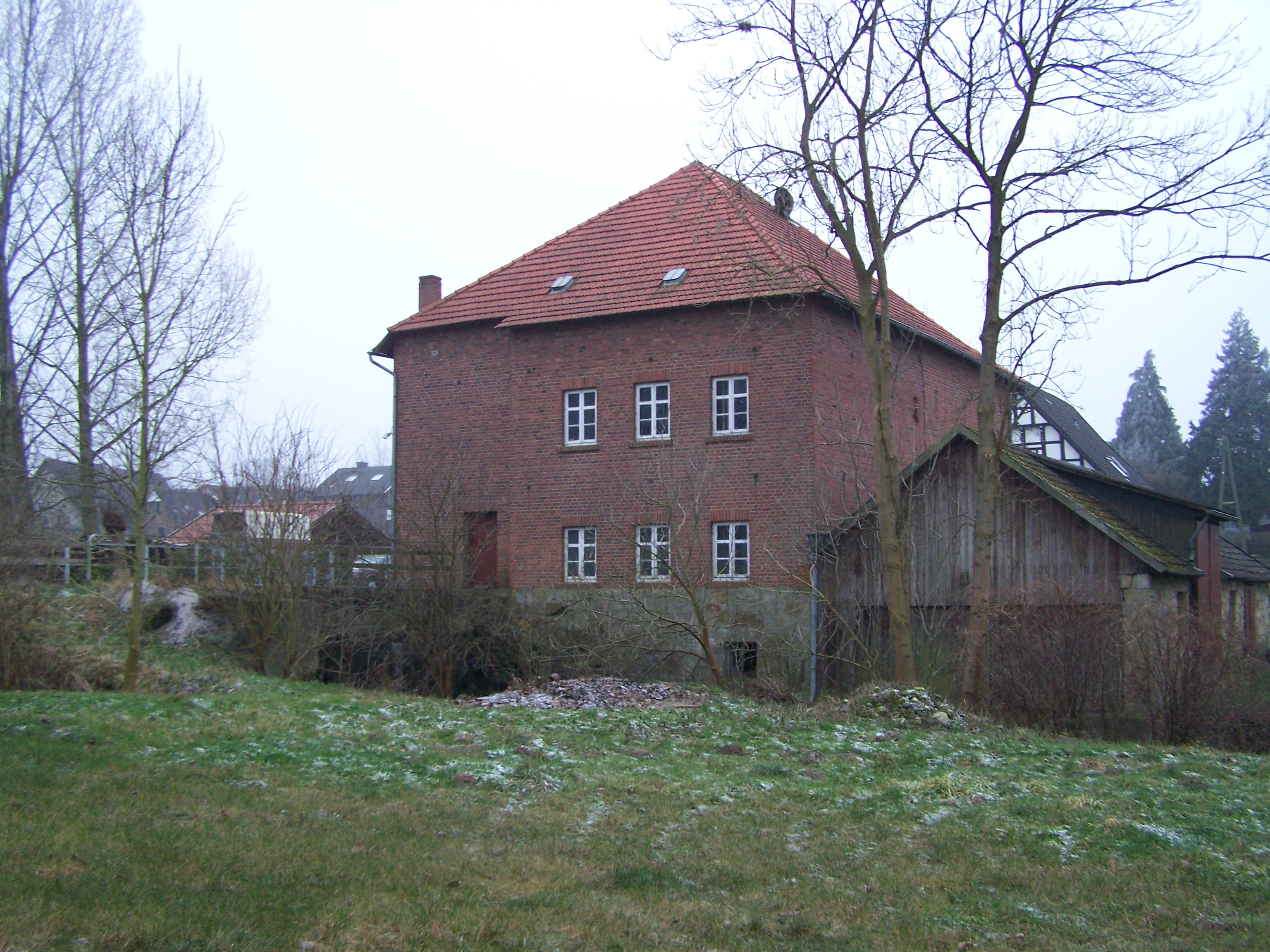
Ledder Wassermühle

In Ledde gibt es eine Grundschule, mehrere Gaststätten und verschiedene Einkaufsmöglichkeiten. Die Ledder Werkstätten beschäftigen über 1000 Menschen mit Behinderungen.

### Feuerwehr
Die Freiwillige Feuerwehr Ledde wurde im Jahr 1934 gegründet. Zuvor gab es bereits eine Pflichtfeuerwehr mit einer Handdruckspritze, welche dann an die Freiwillige Feuerwehr übergegangen war. Im Jahr 1949 wurde ein eigenes Feuerwehrhaus auf dem Gelände der Volksschule bezogen sowie das erste motorbetriebene Löschfahrzeug beschafft.

## Sonstiges
In Ledde Danebrock existierte bis 1906 das Schwefelbad Bad Ledde.

## Persönlichkeiten
- Adelheid Torhorst (1884–1968), deutsche Pädagogin und Politikerin
- Marie Torhorst (1888–1989), deutsche Politikerin (SPD, SED), MdV und Pädagogin
- Hermann Höhn (1912–1997) war von 1958 bis 1978 Pfarrer der Evangelischen Kirchengemeinde Ledde und wesentlich an Gründung und Aufbau der Ledder Werkstätten beteiligt